# 日本救急医学会関東地方会
日本救急医学会関東地方会（にほんきゅうきゅういがくかいかんとうちほうかい、）は、関東地区の救急医学の進歩発展を図るために設立された学術団体。

## 沿革
1976年4月に第1回関東救急医学研究会として開催され、以降、現在の名称に改称し関東地方における救急医学の進歩・発展を図り、救急医学の普及に貢献することを目的として活動。医師部会・看護部会・救急隊員学術研究会から構成される（2015年12月1日現在）。

## 事業
- 日本救急医学会の地方会として学術集会の開催、機関誌・論文・図書・研究資料の刊行、日本国内外の関係団体との協力活動などを行う

## 機関誌
- 『日本救急医学会関東地方会雑誌』 年数回